# 1939 en Alberta
Chronologie de l'Alberta
- 1935
- 1936
- 1937
- 1938
- 1939
- 1940
- 1941
- 1942
- 1943

Cette page concerne des événements qui se sont produits durant l'année 1939 dans la province canadienne de l'Alberta.

## Politique
- Premier ministre : William Aberhart du Crédit social
- Chef de l'Opposition :
- Lieutenant-gouverneur : John Campbell Bowen
- Législature :

## Naissances
- 5 juin : Charles Joseph Clark, dit Joe Clark, né à High River, homme d'État canadien. Il est premier ministre du Canada du 4 juin 1979 au 2 mars 1980.